# Balsam Karam
Balsam Karam (Teherán, 29 de julio de 1983) es una escritora y bibliotecaria sueca de ascendencia kurda iraní.

## Biografía
Nacida en Teherán, Irán, en 1983, su familia se mudó a Suecia cuando ella tenía siete años. Estudió en Biskops Arnös författarskola antes de hacer una maestría en la Universidad de Gotemburgo.
Es bibliotecaria de la sección infantil de la Rinkeby Public Library en Estocolmo. Allí es una de las personas que lidera el proyecto “Läslust i Rinkeby” (Leer por placer en Rinkeby) que trata de promover la lectura entre los niños de 8 a 12 años.
Forma parte del jurado que otorga el Astrid Lindgren Memorial Award, premio creado en 2002 por el gobierno sueco para promover el derecho de todo niño a grandes historias.
Habla sueco, kurdo, árabe y persa, y sus novelas las escribe en sueco.

## Carrera profesional
Trabaja en la Biblioteca Rinkeby de Estocolmo y es miembro del consejo de bibliotecas de la Unión de Escritores Suecos.
En 2018, publicó su primer libro, Händelsehorisonten (Horizonte de Eventos) traducido al español por la editorial Temas de Hoy en 2021. Recibió el premio Smålits migrantpris en 2021 por este libro.
En 2021, publicó su segundo libro, Singulariteten (La Singularidad). El libro fue preseleccionado para el Premio de Literatura de la Unión Europea 2021.